# Moyenne empirique
En théorie des probabilités, la moyenne empirique d’un échantillon de variables aléatoires réelles ou vectorielles {\displaystyle (X_{1},..,X_{n})} est définie par la moyenne arithmétique des variables :
{\displaystyle {\overline {X}}_{n}={\frac {1}{n}}{\sum _{i=1}^{n}X_{i}}}.
Cette moyenne constitue ainsi un estimateur sans biais de l’espérance pour la loi commune des variables {\displaystyle X_{1},...,X_{n}}. Lorsque cette loi a une variance finie {\displaystyle \sigma ^{2}}, la moyenne empirique a pour variance {\displaystyle \sigma ^{2}/n}, ce qui en fait aussi un estimateur convergent. Elle permet aussi de définir d’autres estimateurs, comme celui de la variance {\displaystyle S^{2}={\frac {1}{n}}\sum _{i=1}^{n}(X_{i}-{\overline {X}})^{2}} ou de son équivalent sans biais
{\displaystyle {S^{*}}^{2}={\frac {n}{n-1}}S^{2}}.
La moyenne empirique est très utilisée en application du théorème central limite, qui stipule qu’elle converge en loi vers la loi normale dont l’espérance et la variance sont celles des variables {\displaystyle X_{1},...,X_{n}}. Elle donne lieu ainsi à l’expression d’intervalles de confiance. Dans le cas où les variables {\displaystyle X_{1},...,X_{n}} suivent déjà la loi normale ou une autre loi stable, la moyenne empirique suit le même type de loi.